# Matjaž Debelak
Matjaž Debelak (n. 27 august 1965, Braslovče, Comuna Braslovče, Slovenia) este un săritor cu schiurile ce a reprezentat Slovenia, medaliat olimpic. A participat la o ediție a Jocurilor Olimpice (1988) în care a câștigat o medalie de argint și o medalie de bronz.